# Takotna
Takotna – jednostka osadnicza w Stanach Zjednoczonych, w stanie Alaska, w okręgu Yukon–Koyukuk.